# Thecla angerona
Thecla angerona är en fjärilsart som beskrevs av Frederick DuCane Godman och Osbert Salvin 1896. Thecla angerona ingår i släktet Thecla och familjen juvelvingar. Inga underarter finns listade i Catalogue of Life.